# 璧蝽
璧蝽（学名：Piezodorus hybneri）为蝽科璧蝽屬下的一个种。